# حاج عزیز تپه سی
حاج عزیز تپه سی مربوط به عصر آهن - دوره اشکانیان - سده‌های میانه دوران‌های تاریخی پس از اسلام است و در شهرستان گرمی، بخش مرکزی، دهستان اجارود مرکزی، روستای اوروج آباد واقع شده و این اثر در تاریخ ۳۰ بهمن ۱۳۸۶ با شمارهٔ ثبت ۲۱۲۳۴ به‌عنوان یکی از آثار ملی ایران به ثبت رسیده است.